# 荒川一中前停留場
荒川一中前停留場（あらかわいっちゅうまえていりゅうじょう）は、東京都荒川区南千住一丁目にある東京都交通局都電荒川線（東京さくらトラム）の停留場である。駅番号はSA 02。
荒川線の停留場では最も新しい。停留場名は近隣にある荒川区立第一中学校に由来し、副停留場名として「ジョイフル三ノ輪前」（ジョイフルみのわまえ）の名が付けられている。

## 歴史
都電荒川線の終点三ノ輪橋停留場付近から都電の線路の北側を線路と並行して伸びている三ノ輪銀座商店街（通称・ジョイフル三ノ輪）は、都電荒川線の前身である王子電気軌道の開通が大きく影響して形成された商店街である。立地する南千住一丁目の人口減少による購買力低下が影響して、ジョイフル三ノ輪は寂れてきているという問題意識があり、活性化対策の一環として都電停留場の新設が打ち出された。
これは、ジョイフル三ノ輪の一方の端にある三ノ輪橋停留場から遠い側では空き店舗が目立ち、買い物客も途中で折り返してしまうという傾向が見られたことから、停留場で商店街を挟むことにより、都電を利用してやってくる買い物客に配慮するとともに、利用客を商店街全体に回遊させることを狙いとしたものであった。商店街の組合長を代表者として東京都に請願して都議会に認められ、停留場が新設されることになった。停留場名そのものは荒川区立第一中学校の名が採用されたが、副名称として商店街の名称が付与された。こうして2000年（平成12年）11月11日、当停留場が開設された。
開業から8年余りを経た2008年（平成20年）の研究によれば、荒川一中前停留場に近い側のジョイフル三ノ輪内店舗に多少の売り上げ増加が見られたが、全体としては停留場開設の経済的効果は微々たるものであった、とされている。商店主などからも、停留場新設効果の小ささを嘆く声があった。もともと地元の固定客に頼っている店舗が多く、都電観光客を受け入れる体制がないことが原因であると分析された。一方で都電グッズの販売など都電観光客を明らかに意識した店舗では、都電観光客に依存している傾向があり、そうした都電利用客を他の店舗も吸い上げる工夫が必要であると総括されている。

### 年表
- 2000年（平成12年）11月11日：三ノ輪橋 - 荒川区役所前間に新設開業[2][3]。

## 停留場構造
相対式ホーム2面2線を有する。
| 乗車ホーム | 路線                            | 方向 | 行先         |
| ---------- | ------------------------------- | ---- | ------------ |
| 北側       | 都電荒川線 （東京さくらトラム） | 上り | 三ノ輪橋方面 |
| 南側       | 都電荒川線 （東京さくらトラム） | 下り | 早稲田方面   |

## 停留場周辺
- 荒川区立瑞光小学校
- 荒川区立第六瑞光小学校
- 荒川区立第一中学校
- 荒川総合スポーツセンター
- 南千住西部区民事務所
- 三ノ輪銀座商店街（ジョイフル三ノ輪）
- 木村病院

## 隣の停留場
東京都交通局
 都電荒川線（東京さくらトラム）
三ノ輪橋停留場 (SA 01) - 荒川一中前停留場 (SA 02) - 荒川区役所前停留場 (SA 03)